# Khalkhāl (kommunhuvudort i Iran)
Khalkhāl (persiska: خلخال, هِرُو, هِرُ آباد, هرو آباد, هَرُوَبَد, Herowābād) är en kommunhuvudort i Iran.   Den ligger i provinsen Ardabil, i den nordvästra delen av landet, 300 km nordväst om huvudstaden Teheran. Khalkhāl ligger 1 790 meter över havet och antalet invånare är 51 024.
Terrängen runt Khalkhāl är huvudsakligen kuperad, men åt nordost är den bergig. Khalkhāl ligger nere i en dal.Runt Khalkhāl är det ganska glesbefolkat, med 38 invånare per kvadratkilometer. Khalkhāl är det största samhället i trakten. Trakten runt Khalkhāl består i huvudsak av gräsmarker.